# 1181 Ліліт
1181 Ліліт (1181 Lilith) — астероїд головного поясу, відкритий 11 лютого 1927 року.
Тіссеранів параметр щодо Юпітера — 3,350.